# Bàlacros (sàtrapa)
Bàlacros (en llatí Balacros, en grec antic Bάλακρoς) fou un militar macedoni, fill de Nicanor.
Va ser un dels set membres de la guàrdia personal d'Alexandre el Gran (somatofílacs). Aquest el va nomenar sàtrapa de Cilícia després de la batalla d'Issos l'any 333 aC, segons diu Flavi Arrià. Va morir un temps després, encara en vida d'Alexandre, en combat contra grups de Psídia.
Probablement és el mateix Bàlacros que estava casat amb Fila, la filla d'Antípater i que després va ser l'esposa de Cràter.